# Понца (острів)
Понца (італ. Ponza) — острів у Тірренському морі недалеко від західного узбережжя Апеннінського півострова. Адміністративно острів Понца є комуною Понца в складі провінції Латина регіону Лаціо.

## Географія
Острів входить до складу Понціанських островів, найбільший із них. Острів має 8,8 км (5,5 милі) завдовжки, найбільша ширина близько 2,4 км (1,5 милі). Площа — 7,3 км².
Виникнення острова пов'язане з вулканічною активністю.

## Історія
Римляни використовували острови Понцу та Вентотене для розведення риби. На Понці збереглися рибницькі комплекси Grotto di Pilato. Також на Вентотене (і меншою мірою на Понці) існують залишки римських портових споруд.
Острови покинуто в Середньовіччі через рейди сарацинів і піратів, хоча Понца, наприклад, згадується в «Декамероні» Бокаччо (шоста історія другого дня). У XVIII столітті Неаполітанське королівство знову колонізувало острови.

## Населення
Понца має населення 3307 осіб (2008).

## Туризм
Понца — популярне місце відпочинку, особливо серед італійських туристів.